# Pētõr Damberg
Pētõr Damberg (lettisk: Pēteris Dambergs; født 9. marts 1909 i Sīkrags, død 25. april 1987) var en livisk lingvist, digter og underviser. Han tog sin eksamen fra Jelgavas lærerinstitut og arbejdede siden som lærer i det liviske sprog. Damberg arbejdede på at udvikle den liviske grammatik, og skrev adskillige digte på livisk og oversatte bøger til livisk. Det vigtigste del af hans arbejde var undervisningsmateriale i form af skolebøger på livisk, som blev de mest udbredte bøger på livisk brugt til undervisning. Efter 2. verdenskrig arbejdede han som privat lærer. Pētõr Dambergs gravplads ligger på kirkegården i Baltezers.